# Andrea Ariaudo
Andrea Ariaudo (Cuneo, 4 giugno 1987) è un pallavolista italiano.
Gioca nel ruolo di opposto nel Cuneo VBC

## Carriera
La carriera di Andrea Ariaudo inizia nel Piemonte Volley. Dopo quattro anni nel settore giovanile della società cuneese viene aggregato stabilmente alla prima squadra a partire dalla stagione 2006-07. Nel 2009-10 si laurea campione d'Italia e vince la Coppa CEV. Durante questo periodo riceve diverse convocazioni nelle varie nazionali giovanili, totalizzando anche due presenze con la nazionale maggiore.
Dalla stagione 2010-11 milita nel Volley Fossano, in serie B1.

## Palmarès
- Campionato italiano: 1

2009-10
- Coppa CEV: 1

2009-10